# Чуваши в Москве

Доля чувашей по субъектам России (перепись населения 2010)

Чуваши в Москве (чув. Мускав чӑвашӗсем) появились после вхождения чувашского народа в состав Русского государства в 1551 году. Согласно переписи населения в 2010 году в Москве проживали 14 313 чувашей, что составило 0,12 % от общего населения Москвы.
В Москве по адресу — ул. Большая Ордынка, д. 46, стр. 1 — действует Полномочное представительство Чувашской Республики при Президенте Российской Федерации, руководителем которого с 2021 года является Алексей Ладыков. Представителями Чувашской Республики в Совете Федерации являются Николай Фёдоров (с 2015) и Николай Владимиров (с 2021), в Государственной думе (с 2021) — Анатолий Аксаков и Алла Салаева.

## История

### До 1917

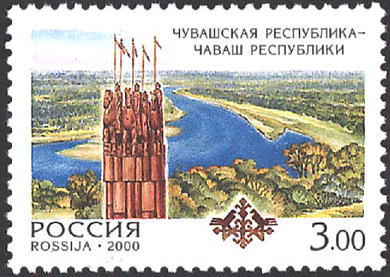
Конная монументально-декоративная композиция, посвященная походу чувашской делегации в Москву с челобитной о добровольном вхождении в состав Московского государства

В 1546 году в Москву прибыли посланцы чувашей и горных марийцев, которые просили русского царя Ивана IV, «чтобы государь пожалывал, послал рать на Казань», и обещали свою помощь русским войскам.
30 мая 1551 года в Москве был составлен акт о присоединении населённой чувашами Горной стороны в состав Русского государства.
В 1611—1612 годах чуваши участвуют в ополчении под предводительством Кузьмы Минина и Дмитрия Пожарского в борьбе против интервентов, занявших Москву.
По результатам первой всеобщей переписи населения Российской Империи 1897 года среди жителей Москвы, указавших родным языком чувашский язык, было 143 человека (138 мужчин, 5 женщин).

### 1917—1991
26 апреля 1918 года в Москве нарком по делам национальностей РСФСР И. В. Сталин на совещании с представителями чувашского народа предложил создать Чувашскую Республику со столицей в городе Чебоксары. На следующий день, 27 апреля, был образован Чувашский отдел при Народном комиссариате по делам национальностей РСФСР.
С весны 1919 года в Москве работает Центральное чувашское бюро при Совете национальных меньшинств Народного комиссариата просвещения РСФСР. Заведующими бюро значились: С. Н. Роднов, Ф. Н. Сергеев (май 1920 — сентябрь 1921), А. Г. Шипков, М. С. Сергеев. Бюро до своего упразднения в 1929 году осуществляло организационное и методическое руководство органами и учреждениями народного образования среди чувашского населения РСФСР.
24 июня 1920 года председатель Совнаркома РСФСР В. И. Ленин, председатель ВЦИК М. И. Калинин и секретарь ВЦИК А. С. Енукидзе в Москве в присутствии представителей чувашского народа подписали Декрет «Об Автономной Чувашской области», с которого ведется история государственности Чувашии.
Во время голода в Поволжье 1921—1922 годов рабочие московского машиностроительного завода «Красная Пресня» взяли шефство над Автономной Чувашской областью, из которой также приютили у себя голодающих детей.
8 сентября 1921 в Москве в составе подотдела национальных меньшинств отдела агитации и пропаганды ЦК РКП(б) была создана Чувашская секция. Основной задачей секции являлась организация партийно-политической и культурно-воспитательной работы среди чувашского населения, проживавшего вне границ Чувашской автономной области; поддерживала связь с Чувашским обкомом РКП(б), руководила работой чувашских секций при губернских и уездных комитетах РКП(б), оказывала помощь населению Чувашской автономной области в борьбе с голодом в 1921—1922 годах. Секретарями секции до её упразднения весной 1930 года работали Ф. Н. Сергеев (Николаев) (1921—1924), К. Л. Быстров (1924—1927), П. В. Васильев (1927—1930).

ВДНХ СССР, павильон «Поволжье» в 1939 году

С 1922 года в Москве Чувашской секцией при ЦК ВКП(б) издавался общественно-политический и литературно-научный журнал на чувашском языке «Ěçлекенсен сасси» («Голос труженика»); журнал распространялся среди чувашского населения СССР; имел тираж 1000 экземпляров (1926). Редакторами журнала были К. Ф. Ухик-Тарасов, А. Иванов.
С 1922 года переехал жить в Москву просветитель чуваш И. Я. Яковлев; 23 октября 1930 года скончался в Москве и похоронен на Ваганьковском кладбище.
19 августа 1923 года в Москве представители Чувашской автономной области участвуют на Всероссийской сельскохозяйственной и кустарно-промышленной выставке.
В 1926 году в Москве проживали 643 чуваша (485 мужчин и 158 женщин), что составляло 0,03 % от общей численности населения Москвы. В 1920-е годы выходцы из чувашских селений участвовали на стройках города Москвы.
С 10 сентября 1926 года в Москве взамен журнала «Ěçлекенсен сасси» на чувашском языке начала издаваться центральная чувашская рабочая газета «Коммунар» (с 7 июня 1930 по 8 января 1932 выходила под названием «Чăваш хресченĕ»). Редакция газеты находилась в центре столицы на улице Никольской, дом 10, корпус 5. Газета первоначально была органом Чувашской секции при отделе агитации и пропаганды ЦК ВКП(б), с 1932 года — орган Совета национальностей ЦИК СССР (Центриздат народов СССР). Газета распространялась среди чувашского населения СССР. Редактором газеты был Г. А. Молостовкин, в газете также работал поэт Иван Викторов. Издание выходило 3 раза в неделю, в котором освещалась сельская жизнь. В редакции газеты работал чувашский писатель Яков Ухсай (в 1930—1933 годах учился на литературном факультете МГУ имени М. В. Ломоносова). Последний выпуск газеты датируется 1936 годом.

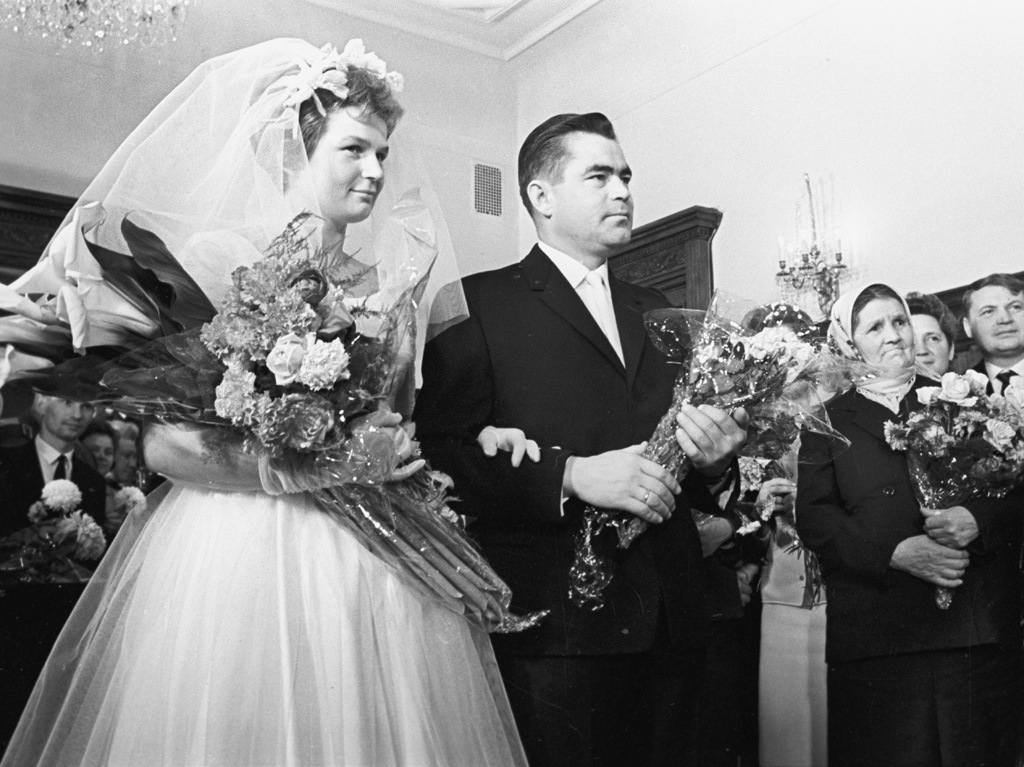
3 ноября 1963 года в Москве состоялось бракосочетание космонавтов Валентины Терешковой и Андрияна Николаева

Начиная с 1930-х годов в Москве периодически проводится праздник чувашей — «Акатуй». В 1939 году в Москве проживают 4607 чувашей (0,11 % от населения города).	
30 октября 1950 года в Колонном зале Дома Союзов в Москве празднуется 30-летие Чувашской АССР. Собрания чувашей, проживающих в Москве, проводились с начала 1950-х годов. 5 августа 1958 года введен в постоянное обращение пассажирский поезд № 79/80 Москва — Чебоксары. В 1959 году в Москве проживают 5302 чуваша (0,10 % от общего количества населения Москвы).
23 июня 1960 года в Чебоксарах установлен перевезённый из ВДНХ СССР (Москва) Памятник Чапаеву.
3 ноября 1963 года в Москве состоялось бракосочетание космонавтов Валентины Терешковой и Андрияна Николаева — прославленного представителя чувашского народа.
По результатам Всесоюзная перепись населения 1970 года в Москве проживали 8278 чувашей.
В 1979 году в Москве проживают 11982 чуваша (0,15 % от населения города). С 1 по 4 декабря 1980 года в Москве прошли Дни чувашской литературы и искусства.
В 1989 году в Москве проживало 18358 чувашей (0,21 % от населения города). В 1989 году в Москве было создано Общество чувашской культуры, первым председателем котого был избран советский космонавт Андриян Николаев. Первым исполнительным председателем Общества значился учёный Виссарион Пряников. После него общество возглавил доктор медицинских наук Мульдияров Пётр Ярушкович. Одним из руководителей общества в последние годы своей жизни также являлся бывший ректор Института подготовки и повышения квалификации кадров Минтруда России Виталий Якимов. Общество чувашской культуры проводило литературные вечера, чтения, музыкальные камерные концерты.

### 1991—2023
21 июня 1991 года постановлением Совета министров Чувашской ССР в целях обеспечения повседневных связей Совета министров Чувашской ССР с Кабинетом министров СССР и Советом министров РСФСР, а также с их министерствами и ведомствами образовано постоянное представительство Совета министров Чувашской ССР в г. Москве. Николаев Андриян Григорьевич — постоянный представитель Совета министров Чувашской ССР в г. Москве с 21 июня 1991 г.; постоянный представитель Чувашской Республики в Российской Федерации с 2 сентября 1993 г.
В 1991 году был создан Московский чувашский хор «Туслах» (Дружба), которых впоследствии был переименован в «Атăл» (Волга). Хор участвовал в различных мероприятиях, проводимых в Москве. В его репертуаре — хоровая чувашская и русская классика.
В 1994 году в Москве прожило 16,7 тыс. чувашей.
В 2000-е годы была создана Федеральная национально-культурная автономия чувашей России. С 2001 по по 2014 год в Москве действовала Общественная организация Московская чувашская национально-культурная автономия, которая была зарегистрирована по адресу: ул. Гончарова, д. 6. С 2003 года по 2008 год действовала Региональная общественная организация выходцев из Чувашии — Товарищество офицеров «Сыны Отечества», объединявшая выходцев из Чувашии, которая проводила работу по патриотическому воспитанию молодежи. Организация объединяла своих рядах членов чувашского землячества Москвы — офицеров силовых структур армии, авиации, флота, МВД, ФСБ, ФСО. Одним из организаторов и руководителей Федеральной национально-культурной автономии чувашей России и Московской региональной общественной организации офицеров — выходцев из Чувашии «Сыны Отечества» был Заслуженный юрист РСФСР А. Н. Александров.
Многие чуваши являлись членами Совета чувашского национально культурного объединения Москвы, которое, в частности, занималось организацией чувашского праздника в Москве «Акатуй» (в 2008). В 2000-х годах праздник «Акатуй» проходил при участии и поддержке Федеральной национальной автономии чувашей, всех московских чувашских общественных организаций, полномочного представительства Чувашской Республики при президенте Российской Федерации; праздник проходил в Москве ежегодно также при участии Правительства Москвы, Департамента национальной политики и межрегиональных связей города Москвы.
В 2000 году в Москве прожило 16,9 тыс. чувашей. В 2002 году в Москве проживали 16 011 человек чувашской национальности (0,15 %), в 2010 году — 14 313 (0,12 %).
Руководителем Федеральной национально-культурной автономии чувашей России (зарегистрирована по адресу: ул. Большая Ордынка, д. 46) с 16 декабря 2018 года до апреля 2023 года значился Леонид Черкесов.
Общество чувашской культуры кроме праздника Московский «Акатуй» проводила также и другие чувашские национальные акции: национальные праздники (Сурхури, Саварни, Кĕр сăри), литературные вечера, посвященные известным деятелям культуры и искусства Чувашии, творческие встречи с чувашскими артистами, художниками, писателями, учеными, а также мероприятия для детей — национальные елки и конкурсы детского творчества. 29 июня 2019 года чувашский народный праздник «Акатуй-2019» состоялся на территории Культурно-развлекательного комплекса «Кремль в Измайлово». Мероприятие было посвящено 550-летию столицы Чувашской Республики — городу Чебоксары. В программе праздника: детский «Акатуй», концертная программа с участием звезд чувашской эстрады и коллективов народов России; ярмарка-продажа чувашских народных промыслов и продукции компаний; чувашская национальная борьба «Кĕрешӳ»; встречи с представителями чувашской диаспоры.
В Москве по состоянию на 2023 год работали воскресные школы по изучению чувашского языка. В мае 2023 года в Доме народов России в Москве организовано представительство (пространство) для Федеральной национально-культурной автономии чувашей.

## Чуваши в современной Москве

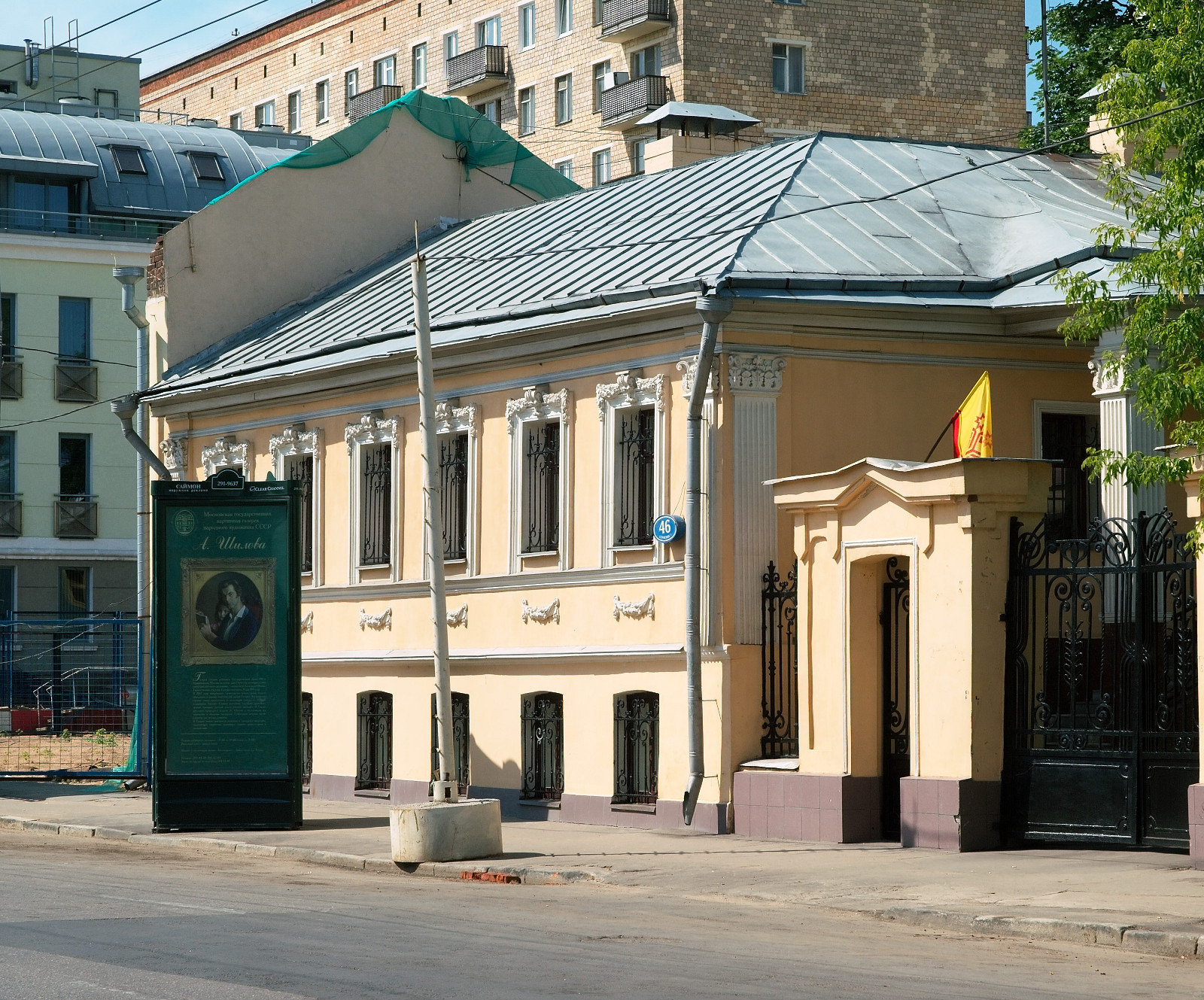
Дом № 46 на Большой Ордынке — Полномочное представительство Чувашской Республики при Президенте Российской Федерации

В Москве функционирует Полномочное представительство Чувашской Республики при Президенте Российской Федерации, которое зарегистрировано по адресу: ул. Большая Ордынка, д. 46, стр. 1 — в историческом доме 1815 года постройки. Руководителем представительства с 12 октября 2021 года является Алексей Ладыков.
По состоянию на 2023 год в Москве функционирует созданная в 1989 году (зарегистрирована в 1998) Региональная общественная организация «Общество чувашской культуры», руководителем (председателем) которой с 17 января 2003 года значится Смирнова Лира Петровна. Организация зарегистрирована по адресу: ул. Большая Ордынка, д. 46, стр. 1. Общество взаимодействует с Государственным бюджетным учреждением города Москвы «Московский дом национальностей». Основная задача Общества — культурно-просветительская деятельность. Общество проводит вечера, выставки, вернисажи, фестивали, концерты, другие мероприятия, которые посвящены чувашской культуре; занимается пропагандой чувашской культуры в многонациональном мегаполисе. Общество участвует в многонациональных мероприятиях и мероприятиях, которые проводят этнические организации Москвы.
С 1991 года действует чувашский хор «Атăл» (Волга), руководителем которой является (2021) Галина Никитина. С 2019 года работает чувашский фольклорный ансамбль «Шевле» (Солнечные блики), которым руководит Алевтина Тельцова.
С 2002 года в Москве функционирует Общественная организация «Федеральная национально-культурная автономия чувашей России», руководителем (председателем Совета) которой с апреля 2023 года значится Герой Российской Федерации Николай Гаврилов. Организация также зарегистрирована по адресу: ул. Большая Ордынка, д. 46.
В 2019 году вместо региональной организации по адресу: ул. Большая Ордынка, д. 46 была зарегистрирована Межрегиональная общественная организация выходцев из Чувашии — Товарищество офицеров «Сыны отечества», которая объединяет более 400 выходцев из Чувашии — офицеров, представителей силовых структур, правоохранительных органов, которые родились в Чувашской Республике. Организацию возглавляет вице-адмирал Владислав Ильин.
Среди представителей чувашского землячества, проживающих в Москве в 2024 году: четырехкратный чемпион мира по борьбе С. Г. Корнилаев, генеральный директор АО МКБ «Искра» В. А. Сорокин, Герой России Н. Ф. Гаврилов, академик РАН Ю. А. Владимиров, Заслуженный артист РСФСР С. Ю. Садальский, Народная артистка СССР Н. В. Павлова, генерал-лейтенант ФСБ России С. К. Воронов, доктор исторических наук Л. М. Гаврилова, доктор экономических наук В. Н. Викторов, актёр кино и театра А. А. Гущин, солистка Москонцерта И. Л. Шоркина.

## Чувашский некрополь в Москве
- Могила Героя Социалистического Труда Т. С. Кривова на Новодевичьем кладбище.
- Захоронение Героя Советского Союза А. П. Петрова в закрытом колумбарии Ваганьковского кладбища.
- Могила инженера-вице-адмирала В. П. Разумова на Головинском кладбище.
- Урна с прахом контр-адмирала А. И. Родионова в колумбарии на Ваганьковском кладбище.
- Могила академика АМН СССР И. П. Разенкова на Введенском кладбище.
- Могила лауреата Сталинской премии А. А. Изотова на Митинском кладбище.
- Могила лауреата Ленинской премии И. И. Корнилова на Кунцевском кладбище.
- Могила педагога И. Я. Яковлева на Ваганьковском кладбище.
- Могила генерал-полковника И. В. Смородинова на Новодевичьем кладбище.
- Могила Героя Советского Союза М. Е. Ефимова на Хованском кладбище.
- Могила генерала-лейтенанта инженерно-технической службы Е. И. Майкова на Троекуровском кладбище.
- Могила генерала-лейтенанта Ю. Н. Степанова на Троекуровском кладбище.